# Павловский, Ярослав Леонович
Ярослав Леонович Павловский (17 января 1869 — ?) — полковник Российской императорской армии; участник Первой мировой войны. Кавалер ордена Святого Георгия 4-й степени и Георгиевского оружия.

## Биография
Родился 17 января 1869 года. По вероисповеданию был римо-католиком. Образование получил на дому.
11 сентября 1887 года вступил на службу в Российскую императорскую армию. Окончил Одесское пехотное юнкерское училище, откуда был выпущен в 92-й пехотный Печорский полк. 1 сентября 1891 года получил старшинство в чине подпоручика, 1 сентября 1895 года получил старшинство в чине поручика, 6 июня 1900 года старшинство в чине штабс-капитана, 1 сентября 1903 года получил старшинство в чине капитана. В 1908 году «за отличие» был  произведен в подполковники, со старшинством с 3 февраля того же года. По состоянию на 1 января 1909 года служил в 92-м пехотном Печорском полку. 6 декабря 1911 года получил старшинство в чине полковника. По состоянию на 1 марат 1914 года служил в 85-м пехотном Выборгском полку.
Участвовал в Первой мировой войне. За бои под Лодзью в ноябре 1914 года был награждён орденом Святого Георгия 4-й степени. С 25 марта 1915 года по 22 ноября 1916 года был командующим 86-м пехотным Вильманстрандским полком. С 22 октября по 29 ноября 1916 года состоял в резерве чинов при штабе Одесского военного округа. С 29 ноября 1916 года был командующим бригадой в 130-й пехотной дивизии.

## Награды
Ярослав Леонович Павловский был пожплован следующими наградами:
- Орден Святого Георгия 4-й степени (11 марта 1915) — «за то, что в бою под Лодзью, 9-го Ноября 1914 года, командуя 86-м пехотным Вильманстрандским полком и будучи обойденным с флангов и с тыла противником, сбившим соседний полк, не только не оставил занимаемой полком позиции, но энергичным, решительным действием заставил противника бросить занятую позицию сбитого им полка, чем дал возможность своей дивизии удержать весьма важную позицию в своих руках.»;
- Георгиевское оружие (18 сентября 1916);
- Орден Святого Владимира 3-й степени с мечами (8 января 1916);
- Орден Святого Владимира 4-й степени с мечами и бантом (9 июня 1915);
- Орден Святой Анны 2-й степени с мечами (2 ноября 1916);
- Орден Святой Анны 3-й степени (1906);
- Орден Святого Станислава 2-й степени (1911); мечи к ордену (утверждены Высочайшим приказом от 2 ноября 1916);
- Высочайшее благоволение (Высочайший приказ от 6 сентября 1916) — «за боевые отличия».